# Estnische Badmintonmeisterschaft 2005
Die Estnische Badmintonmeisterschaft 2005 fand vom 29. bis zum 30. Januar 2005 in Tartu statt. Es war die 41. Austragung der Titelkämpfe.

## Medaillengewinner
| Disziplin    | Gold                     | Silber                        | Bronze                    |
| ------------ | ------------------------ | ----------------------------- | ------------------------- |
| Herreneinzel | Heiki Sorge              | Raul Must                     | Ants Mängel               |
| Dameneinzel  | Kati Tolmoff             | Helen Reino                   | Sandra Kamilova           |
| Herrendoppel | Ants Mängel Raul Must    | Indrek Küüts Meelis Maiste    | Toomas Erik Kristo Kasela |
| Damendoppel  | Helen Reino Piret Hamer  | Kati Tolmoff Liina Tolmoff    | Kati Kraaving Eve Jugandi |
| Mixed        | Andres Aru Kati Kraaving | Kristo Kasela Sandra Kamilova | Karl Kivinurm Eve Jugandi |